# Чира Анджелкович
Чира Анджелкович (на сръбски: Ћира Анђелковић) е политик от Кралството на сърби, хървати и словенци, кмет на град Куманово.

## Биография
Роден е в североизточномакедонския град Куманово. Работи като обущар. След края на Първата световна война и създаването на Кралството на сърби, хървати и словенци е назначен за кмет на родния си град. Остава на поста до местните избори в 1920 година.